# Jan Latham-Koenig
Jan Bertrand Latham-Koenig (Londres, desembre de 1953), és un director d'orquestra britànic i delinqüent sexual condemnat. Va dirigir tots els conjunts de la BBC, l'Orquestra Filharmònica de Londres i la Royal Philharmonic Orchestra. Va ser nomenat OBE pels seus serveis a les relacions culturals i musicals entre Rússia i el Regne Unit el 2020. Latham-Koenig va fundar el Koenig Ensemble el 1976 i va estudiar al Royal College of Music.
Latham-Koenig va ser arrestat i acusat de tres delictes sexuals contra menors el gener de 2024 i es va declarar culpable de dos d'ells, i finalment va rebre una pena de presó suspesa el maig de 2024.
L'agost de 2025, Latham-Koenig va ser retirat de la seva OBE a causa de la seva condemna.

## Joventut i educació
Latham-Koenig va néixer a Londres el 1953 en una família d'origen mauricià, danès i polonès. Va assistir a la Highgate School i després va estudiar al "Royal College of Music" de Londres.

## Trajectòria
Latham-Koenig va fundar el Koenig Ensemble el 1976 i va començar la seva carrera com a director de concerts amb la BBC el 1981, guanyant la beca Gulbenkian. Va debutar amb l'òpera Macbeth a l'Òpera Estatal de Viena el 1988 i va ser nomenat director convidat permanent el 1991.
Les seves aparicions com a convidat en òpera i concerts han inclòs la Royal Opera House Covent Garden, l'English National Opera, la New Japan Philharmonic, l'Orquestra Metropolitana de Tòquio, l'Orquestra Filharmònica de Ràdio França, l'Orquestra Nacional Bordeus Aquitània, la Filharmònica de la Ràdio dels Països Baixos, l'Orquestra dell'Arena di Verona, la Filharmònica de Los Angeles, la Filharmònica de Dresden, la Rundfunk-Sinfonieorchester de Berlín i les orquestres de Westdeutscher Rundfunk, Mitteldeutscher Rundfunk, Sudwestfunk i Baden-Baden a Alemanya. Les seves aparicions amb l'"Accademia di Santa Cecilia" de Roma han inclòs els Concerts per a piano de Beethoven amb Ievgueni Kissin.
Com a director d'òpera, les seves aparicions inclouen La traviata (Royal Opera House de Londres), Macbeth (Savonlinna Festival); Tristan und Isolde i Thaïs (Novaya Opera Moscou); Tristan und Isolde i Orfeo ed Euridice (Òpera Nacional de Praga); Otello (Nou Teatre Nacional de Tòquio); Il viaggio a Reims (Òpera Nacional de Finlàndia); I puritani (Viena Staatsoper); Billy Budd (Òpera de Göteborg); Venus and Adonis (Teatro Carlo Felice Genova); Tosca (Òpera Nacional de París); La figlia del mago (Cantiere Internazionale d'Arte); Jenůfa i Hamlet (Òpera reial danesa); l'estrena xilena de Peter Grimes i I Lombardi (Orquesta Filarmónica del Teatro Municipal de Santiago). Entre les altres actuacions hi ha Dialogues des Carmélites (BBC The Proms, Teatro Colón de Buenos Aires, Opéra national du Rhin), aquesta última va guanyar el Premi Claude-Rostand a la Millor Producció Regional el 1999 i el Diapason d'Or al millor vídeo d'òpera el 2001. També ha fet algunes gravacions.
Latham-Koenig va ser director musical de conjunts i organitzacions com l'Orquestra de Porto (que va fundar a petició del govern portuguès), el Cantiere Internazionale d'Arte di Montepulciano, el Teatro Massimo di Palermo i tant l'Orchestre Philharmonique com l'Òpera d'Estrasburg. Ha ocupat els càrrecs de director convidat principal a l'Opéra national du Rhin, el Teatro dell'Opera di Roma, la Filarmonica del Teatro Regio di Torino i va ser fundador i director artístic de la Jove Filharmònica Janáček.
Des de l'agost de 2011 ha estat director artístic de l'Òpera Novaya de Moscou, i ha estat el primer director d'orquestra nascut a Gran Bretanya a ocupar aquest càrrec en una companyia d'òpera russa.{nota a} Va ser nomenat director artístic de l'Orquesta Filharmónica de la UNAM de Ciutat de Mèxic el 2011. Va ser director principal de l'Orquesta Simfònica de Flandes de Bruges, des del 2013 fins al 2019, quan el va succeir Kristiina Poska. El 2019 va fundar la Britten Shostakovich Festival Orchestra, una iniciativa col·laborativa composta per joves músics britànics i russos. El 2022 va ser nomenat director musical del Teatro Colón de Buenos Aires, i el 2023 del Festival Puccini de Torre del Lago.
Latham-Koenig va ser nomenat Oficial de l'Orde de l'Imperi Britànic (OBE) en els Honors d'Aniversari del 2020 pels seus serveis a la música i a les relacions culturals entre el Regne Unit i Rússia.

## Detenció per delicte sexual infantil
Latham-Koenig va ser arrestat el 10 de gener de 2024 a l'estació de Victoria i acusat d'"organitzar o facilitar un delicte i comunicació sexual amb un menor" amb qui havia contactat inicialment en una aplicació de cites gai. Es va declarar culpable de dos dels tres càrrecs el febrer de 2024, i es va organitzar un judici al març de 2024 per al càrrec restant. Posteriorment va ser acomiadat del seu càrrec al Teatro Colón de Buenos Aires. El 28 de maig de 2024 va rebre una pena de presó suspesa.

## Vida personal
Latham-Koenig està casat amb Marjan Jahangiri, professora de cirurgia cardíaca. Tenen un fill, Darius.